# Eodorcadion multicarinatum
Eodorcadion multicarinatum es una especie de escarabajo longicornio del género Eodorcadion, categorizada en la tribu Dorcadionini, de la subfamilia Lamiinae. Fue descrita por Breuning en 1943.

## Descripción
Mide 14,5-18 mm de longitud.

## Distribución
Se distribuye por China.